# 敦賀陽一郎
敦賀 陽一郎（つるが よういちろう、1948年10月 - ）は、日本の言語学者。専門は、フランス語学・機能言語学。東京外国語大学名誉教授。言語学博士（エクス＝マルセイユ第一・プロヴァンス大学）。

## 略歴
- 1973年 東京外国語大学外国語学部フランス語学科卒業
- 1974年　エクス＝マルセイユ第一・プロヴァンス大学文学部言語学専攻修士課程修了
- 1978年　同 第三期博士課程修了
- 1980年  東京外国語大学大学院外国語学研究科ロマンス系言語専攻修士課程修了
- 1980年　青山学院大学 非常勤講師
- 1981年　新潟大学人文学部 非常勤講師
- 1982年  新潟大学人文学部 助教授
- 1985年  東京外国語大学外国語学部 助教授
- 1994年　東京外国語大学外国語学部 教授
- 1997年　パリ第7大学 客員研究員
- 2009年  東京外国語大学総合国際学研究院（言語文化部門・言語研究系）教授（大学院重点化による所属変更）
- 2013年　東京外国語大学定年退職、同名誉教授

## 研究業績
- 「人称・非人称構文の対応関係と位格・与格・属詞機能の範列（paradigme）」、『フランス語を探る－ﾌﾗﾝｽ語学の諸問題III 』、東京外国語大学グループ«セメイオン»編、三修社、2005、pp. 118-129
- ｢等位構造と統辞機能｣、『フランス語を考える - フランス語学の諸問題II』、三修社、1998年, pp.204-218